# Verte nacer
Verte Nacer es el nombre del cuarto álbum de estudio grabado por el cantautor argentino Noel Schajris. Fue lanzado al mercado por Sony Music Latin el 25 de marzo de 2014. Noel explicó que el nombre del álbum se debe a que nació en un momento especial en su vida, el nacimiento de su hija Emma.

## Antecedentes
| «"Este álbum nace en un momento de mi vida muy especial; durante el último año mi esposa y yo buscamos la bendición de ser padres, mi hija acaba de nacer hace unos días y este disco va a ver la luz en un instante único en mi vida, el más especial de todos, que es el nacimiento de Emma? el álbum se llama "Verte Nacer" en homenaje a ese acontecimiento y también a todos los nacimientos que tenemos constantemente de cosas que van surgiendo en nuestras vidas, de ciclos, de etapas, de situaciones"». —Schajris declaró que "Verte Nacer" es también el nombre de la canción que le dedica a su pequeñita y que cierra este álbum. |

Luego de más de dos años de ausencia, durante el receso en que se convirtió en esposo, Noel Schajris lanzó al mercado el sencillo «Amarte una vez más» como anuncio de su cuarto álbum de estudio. Simultáneamente, otro suceso ocurrió en su vida personal y se convirtió en padre. Gracias a esto, el cantante explicó que lanzaría una nueva placa discográfica dedicada a su pequeña hija Emma Schajris Stevenson, y que se llamaría Verte nacer. 
El álbum fue grabado en Estados Unidos, México y Argentina. Schajris compuso todas las canciones, algunas en compañía de Claudia Brand, y se destacó como coproductor, al lado de Sebastián Krys, Justin Gray, Rafael Arcaute y Andrés Torres. El disco contiene 14 canciones inéditas, y cuenta con la colaboración de John Legend, Dante Spinetta y Axel, este último se encontraba en la promoción de su también nuevo álbum titulado Tus ojos mis ojos. Las siguientes dos canciones son versiones nuevas de dos de los sencillos incluidos en el álbum, la canción «Amarte una vez más» no fue incluida dentro de la lista de canciones oficiales del disco.
Durante la producción de Verte nacer, Noel también colaboró en la canción «No es cierto» de la cantante mexicana Danna Paola, incluida en su cuarto álbum de estudio homónimo Danna Paola y fue lanzado como tercer sencillo del álbum, del cual Schajris fue coproductor. Además también participó en la coproducción de 8 del cantante puertorriqueño Luis Fonsi, especialmente en la canción «No te pertenece», la cual también fue grabada por Noel e incluida en su álbum.

## Promoción

### Sencillos
El 7 de octubre de 2013 fue lanzado a la venta a través de iTunes Store el primer sencillo del álbum, que se titula «Y no fue suficiente», una balada romántica de desamor. Fue tomado como un "abrebocas" para lo que sería su nuevo álbum, además de ser catalogado como un excelente regreso de Noel a la industria, luego de varios años de ausencia. El vídeo musical fue rodado en una playa en Nueva York, EE. UU.. y fue estrenado por el canal Ritmoson Latino el 4 de noviembre de 2013, el 5 de noviembre de 2013 fue subido en su canal de Vevo.  El sencillo se convirtió en el tema principal de la telenovela mexicana Quiero amarte, protagonizada por Karyme Lozano y Cristián de la Fuente.
Noel describió el sencillo como «una de esas canciones que nacen y que inmediatamente te das cuenta que tienen magia y fuerza, con una letra desgarradora, profunda y con significado, así como con una melodía que la gente siente y recuerda. Tiene los síntomas de una canción importante». La canción contó con un buen éxito en países como México, Venezuela, Ecuador, y especialmente en Argentina.
El 20 de enero de 2014 fue lanzado a la venta el segundo sencillo del álbum, que se titula «Cuando amas a alguien». El video musical fue grabado en la Ciudad de México. Fue estrenado el 8 de abril de 2014 en su canal VEVO oficial.
La canción fue incluida como parte de la banda sonora de la novela donde fue escuchada simultáneamente con la canción "Un poco más de ti" que también fue incluida en el disco, con esto es la tercera canción de Noel Schajris en la producción de televisión. Una versión de la canción a dúo con el cantante argentino Axel fue incluida dentro del álbum. El sencillo contó con gran éxito en México y Argentina y también en países como Venezuela, Colombia, Ecuador, Chile y hasta Japón.

## Lista de canciones
- Edición estándar

| Verte nacer |                                     |                                                |          |  |
| N.º         | Título                              | Escritor(es)                                   | Duración |  |
| 1.          | «Si Ya No Te Entiendo»              | Claudia Brant · Noel Schajris                  | 4:12     |  |
| 2.          | «Aún No Se»                         | Claudia Brant · Ferras · Noel Schajris         | 4:11     |  |
| 3.          | «No Te Pertenece»                   | Claudia Brant · Noel Schajris · Luis Fonsi     | 4:10     |  |
| 4.          | «Otra Vez»                          | Claudia Brant · Noel Schajris                  | 5:01     |  |
| 5.          | «Así»                               | Claudia Brant · Noel Schajris · Jayson Dezuzio | 3:03     |  |
| 6.          | «Cuando Amas a Alguien» (con Axel)  | Axel Fernando Witteveen · Noel Schajris        | 4:10     |  |
| 7.          | «Y No Fue Suficiente»               | Pablo Preciado Rojas · Noel Schajris           | 3:18     |  |
| 8.          | «Siempre Mágico»                    | Claudia Brant · Noel Schajris                  | 3:34     |  |
| 9.          | «Paciencia»                         | Claudia Brant · Noel Schajris                  | 3:45     |  |
| 10.         | «Why Not Tonight» (Con John Legend) | Claudia Brant · John Stephens · Noel Schajris  | 3:42     |  |
| 11.         | «Inconsolable»                      | Claudia Brant · Noel Schajris                  | 4:20     |  |
| 12.         | «Un Poco Más de Ti»                 | Claudia Brant · Noel Schajris                  | 3:58     |  |
| 13.         | «Niña Huracán» (Con Dante Spinetta) | Jayson Dezuzio · Noel Schajris                 | 4:23     |  |
| 14.         | «Verte Nacer»                       | Justin Grey · Noel Schajris                    | 4:32     |  |
| 15.         | «Verte Nacer» (Versión Jam)         | Justin Grey · Noel Schajris                    | 2:17     |  |
| 16.         | «Cuando Amas a Alguien»             | Axel Fernando Witteveen · Noel Schajris        | 4:07     |  |
| 56:36       |                                     |                                                |          |  |

- Edición Deluxe

| Verte nacer - Edición deluxe |                                                          |                                              |          |  |
| N.º                          | Título                                                   | Escritor(es)                                 | Duración |  |
| 17.                          | «Déjalo Caer»                                            | Claudia Brant · Justin Grey · Noel Schajris  | 4:03     |  |
| 18.                          | «Unpredictable» (Siempre Mágico en su versión en inglés) | Dennis Matkosky · Traci Hale · Steve Diamond | 3:33     |  |
| 70:58                        |                                                          |                                              |          |  |

## Posicionamiento

### Semanales
| País      | Compañía | Lista           | Mejor posición |
| 2014      | 2014     | 2014            | 2014           |
| --------- | -------- | --------------- | -------------- |
| México    | AMPROFON | Top 20 Álbumes  | 18             |
| México    | AMPROFON | Top 100 Álbumes | 67             |
| Colombia  | ASINCOL  | Top 20 Álbumes  | 5              |
| Venezuela | AVINPRO  | Top 20 Álbumes  | 1              |